# Deconstructing Harry
Deconstructing Harry is een Amerikaanse film uit 1997 geregisseerd door Woody Allen. De hoofdrollen worden vertolkt door Woody Allen en Richard Benjamin.

## Verhaal
De bekende schrijver Harry Block heeft geen inspiratie meer. Hij krijgt ook nog eens te maken met zijn kwade familieleden en drie ex-vrouwen die beschreven worden in zijn boeken. Zijn omgeving probeert hem te "deconstrueren' maar dat draait uit op niets.

## Rolverdeling
| Acteur              | Personage                     |
| ------------------- | ----------------------------- |
| Woody Allen         | Harry Block                   |
| Richard Benjamin    | Ken                           |
| Kirstie Alley       | Joan                          |
| Billy Crystal       | Larry                         |
| Judy Davis          | Lucy                          |
| Bob Balaban         | Richard                       |
| Elisabeth Shue      | Fay                           |
| Demi Moore          | Helen                         |
| Robin Williams      | Mel                           |
| Caroline Aaron      | Doris                         |
| Amy Irving          |                               |
| Julia Louis-Dreyfus | Leslie                        |
| Tobey Maguire       | Harvey Stern                  |
| Tony Sirico         | Politieagent in de gevangenis |
| Stanley Tucci       | Paul Epstein                  |
| Jonathan LaPaglia   | Assistent                     |
| Jennifer Garner     | Vrouw in de lift              |
| Peter Jacobson      | Goldberg                      |

## Prijzen en nominaties
- 1998 - Oscar
  - Genomineerd: Beste scenario (Woody Allen)
- 1998 - Bogey Award
  - Gewonnen
- 1998 - Batuca Award
  - Genomineerd: Beste film
- 1998 - Screen International Award
  - Genomineerd: Woody Allen
- 1998 - Golden Satellite Award
  - Genomineerd: Beste filmkomedie
- 2000 - Cimema Brazil Grand Prize
  - Genomineerd: Beste buitenlandse film

## Trivia
- Deconstructing Harry is het filmdebuut van Jennifer Garner.